# Raqué (cacique)
Cacique Raqué, cujo nome de batismo é Antônio Barbalho da Silva Segundo (Baía da Traição, 3 de outubro de 1950), é um líder potiguara da região do litoral norte do estado brasileiro da Paraíba. Pertencente à aldeia dos Galegos, Raqué já foi cacique e chefe do posto da Funai local.
Quando não está atuando como cacique, o cacique vive da agricultura de subsistência (mandioca, milho, batata-doce), e fruticultura, sobretudo mamões e cocos.

## Líder indígena
Em 2001, Raqué esteve em Brasília representando seu povo para pedir a liberação para o cultivo de camarão, já que alegou dificuldades de obtenção pelo IBAMA. Tomou parte também no movimento indígena na Paraíba, do qual se afastou por alegar ter sofrido pressões políticas e até mesmo ameaças de morte. Por algumas vezes veiculou-se na mídia que ele seria responsável pela introdução e disseminação da prática de arrendamento nas terras indígenas da região.
Certa vez, quando questionado a respeito da existência de arrendatários, afirmou:
Eu confirmo, doutor. Confirmo sem dúvida nenhuma que os brancos que vieram pra aqui não foi, não veio forçado. Foi nós mesmo que chamemos, porque realmente a gente não tinha outra saída pra sobreviver. E hoje todos trabalha. Não é uma coisa, uma mão de obra cara, que eu não vou dizer que é cara. É uma mão de obra regular. Todos ganha o pão. Que não tem outra saída. A saída é essa.
O cacique é incentivador da prática do surfe pelos índios nas praias da reserva, o que aconteceu com Diana Cristina de Souza, a Tininha, que com apenas treze anos recebeu a bênção do cacique para se tornar campeã do esporte — a surfista foi a única brasileira a vencer uma prova World Qualifying Series Champions no Costão do Santinho, em Santa Catarina, em 2003.
Pai de vários filhos, em 2007 uma de suas filhas rezou o Pai Nosso cristão em tupi para uma seleta platéia de jornalistas e pesquisadores. A iniciativa foi da Secretaria da Educação e Cultura da Paraíba, que fomentou o programa de aprendizado dessa língua aos potiguaras, já que ela caiu em desuso dentro dessa nação indígena desde o final do Século XVII, quando os jesuítas introduziram o português.